# 广府城
广府城，又称永年城，是位于中国河北省邯郸市永年区的一座古城，也是明清广平府府治、永年县县治（1958年前）所在地。城址位于永年区东南60公里处的永年洼中:60，永年洼面积28平方公里，而古县城坐落于延伸至湖中的半岛上。

## 历史

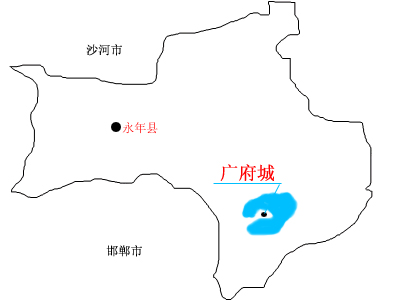
广府城位置图

广府城城址始建于何年，史不可考。城墙初为土城，古为曲梁县，属冀州域，见于《左氏传》记载。唐高祖武德二年（公元619年），河北军阀窦建德攻陷洺州后，即建都于此。原来城池狭小，周长仅六里二百四十步。
元朝时，郡守王伟扩周长至九里十三步，即4.5公里。明朝嘉靖二十一年（公元1542年），广平府知府陈俎调集周遍十三县民工，历时十三年将土城改为砖式建筑。城墙高12米，宽（厚）8米，嘉靖四十三年（1564年）广平府知府崔大德在原城址的基础上又在外围建起大堤及四座瓮城，使得城池免受水患侵扰:62。原四座城门，后改为8座，设重门楼。
城池处在水洼之中，易守难攻。最著名战役为1945年抗日战争结束之际，中共军队攻打城池时，当地土匪出身的河北省保安第一纵队司令许铁英在国民政府支持下，依靠国军空投粮食，守城两年:133，引起美国军事调停人员高度重视，并亲临视察，一时轰动民国。
民国三十六年（1947年）10月4日，许铁英等人分路突围，中共政权方才攻占永年县城:133。为了交通方便，中共政权将南北瓮门拆毁，仅留东西瓮二门。城外围有长达5公里的护城河，深3.5米，宽百米。

## 地理位置
广府城古为冀中南北交通要道，北近邢台，南接邯郸，早期建有临洺关，是河北交通咽喉。

## 城址现状
广府城原建有城楼四座，角楼四座，铺舍二十六座，垛口一千七百五十二处，现已全毁。南城墙西段发生坍塌3处，仅外墙砖保存良好，内墙砖均无。北城墙和东城墙顶面保存良好，西城墙和南城墙顶面毁坏严重，表层单砖残缺不全。西城墙最南端上半部坍塌，东城墙北段有两处坍塌很严重。

## 城局布置
城池坐东南而面西北，四座城门分于四角，城池形状颇似牛状，故又称卧牛城。
- 街道:城内有街道三十多处，有四大街、八小街、七十二道小拐弯之称。

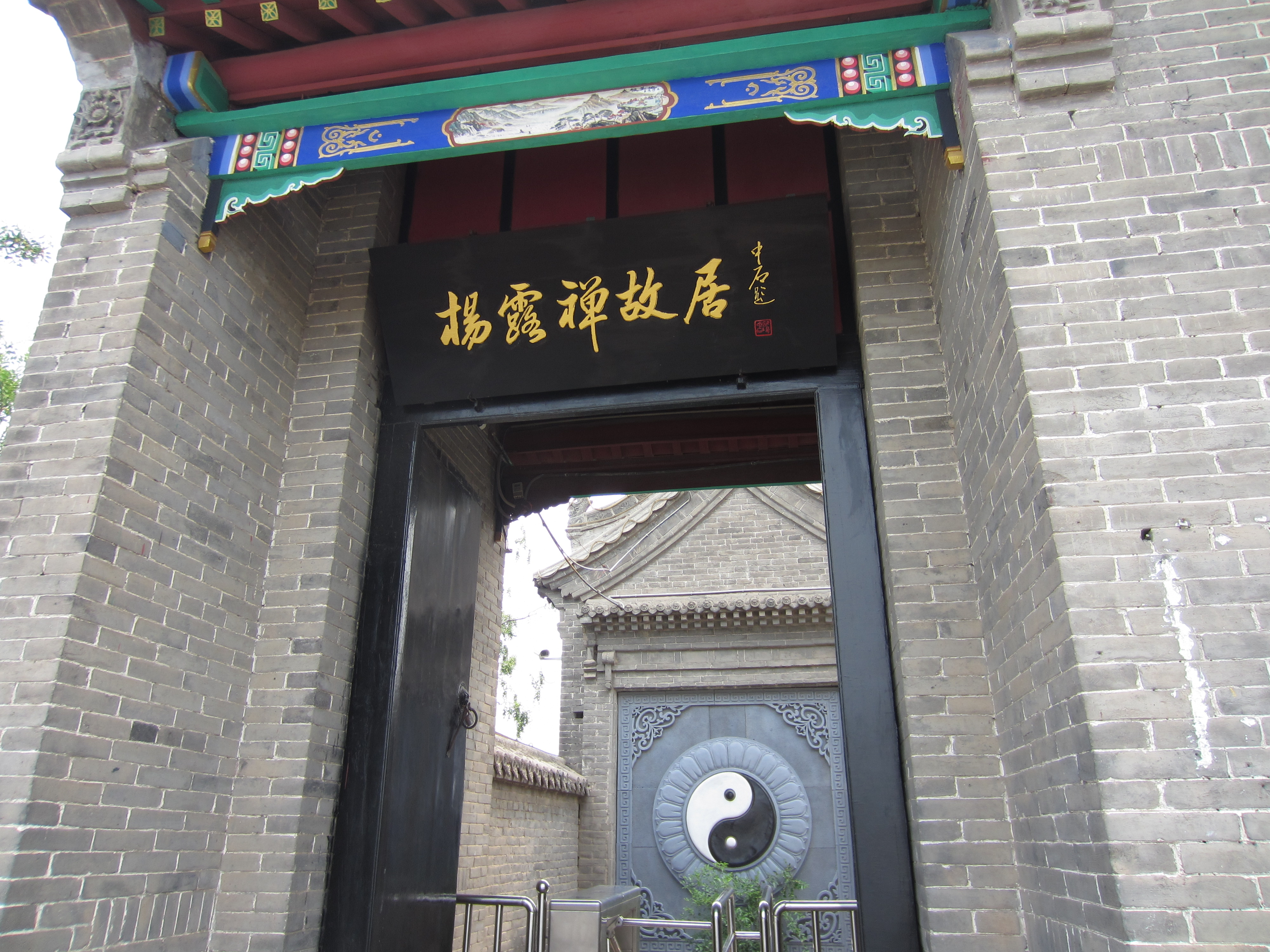
位于河北邯郸市永年县广府古城外的杨露禅故居。

- 政府类:在东西两城门处尚保存护城碑2块。东门碑文为：“府县告示、严禁刨挖城根、垦种庄稼、盗伐树株、偷取鱼藕，违者重究”。西门碑文为:“大明嘉靖二十一年知府陈俎修砌此城”。
- 建筑类:弘济桥、毛遂墓、黑龙潭、紫山书院、文庙大殿、杨露禅、武禹襄故居等，城内尚保存大量明清故居。
- 文人骚客类:唐代李白、晚唐司空曙、元代王磐、清代郑板桥等都曾在此驻留，有大量诗篇传世。清代直隶总督方观承有诗云:“稻引千畦苇岸通，行来襟袖满荷风。曲梁城下香如海，初日楼边水近东。 拟放扁舟尘影外，便安一榻露光中。 帷堂患气全消处，清兴鸥鱼得暂同。”

## 太极拳之乡
广府城太极拳发源于清朝道光年间。主要代表人物有杨露禅、武禹襄等。由于永年人广习太极拳来锻炼身体，而众多太极拳名家又出自永年，所以被称为太极之乡。

## 图片

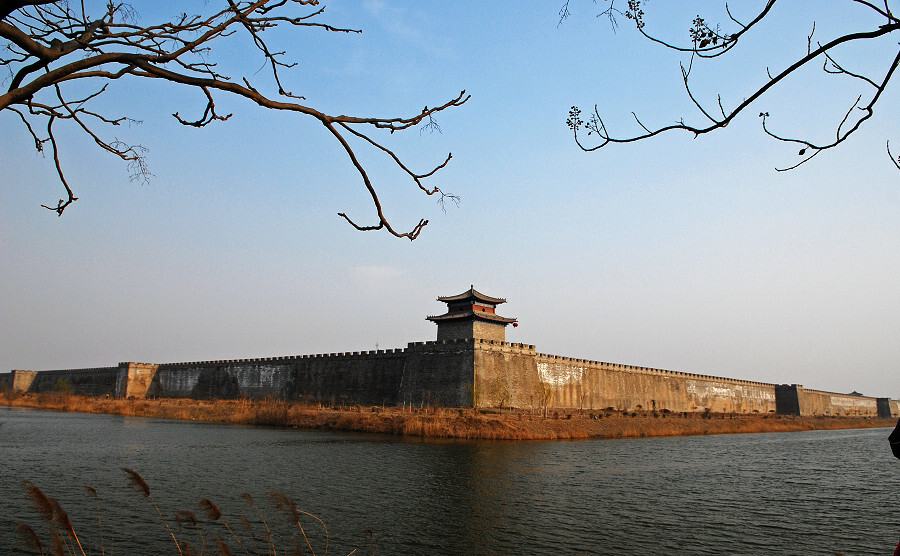
西北角楼和护城河
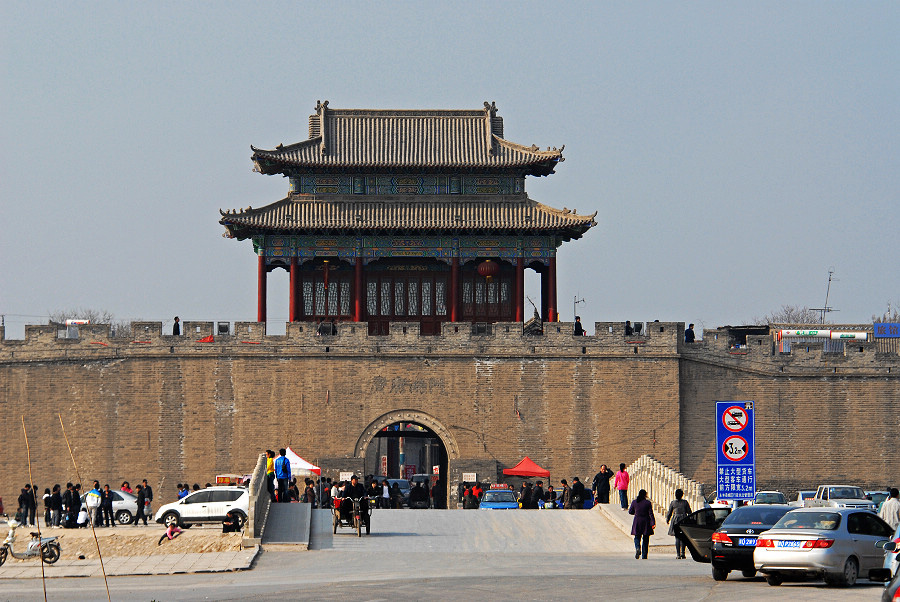
广平府南门
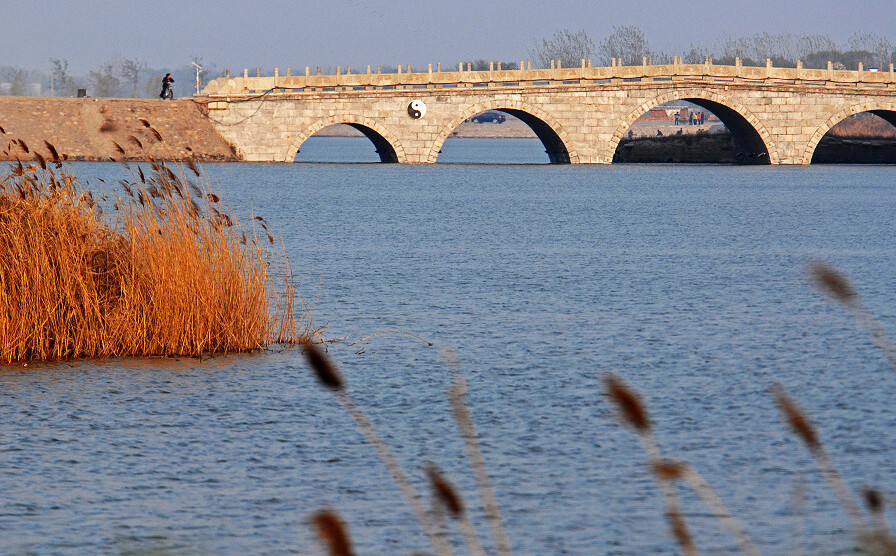
广平府护城河桥
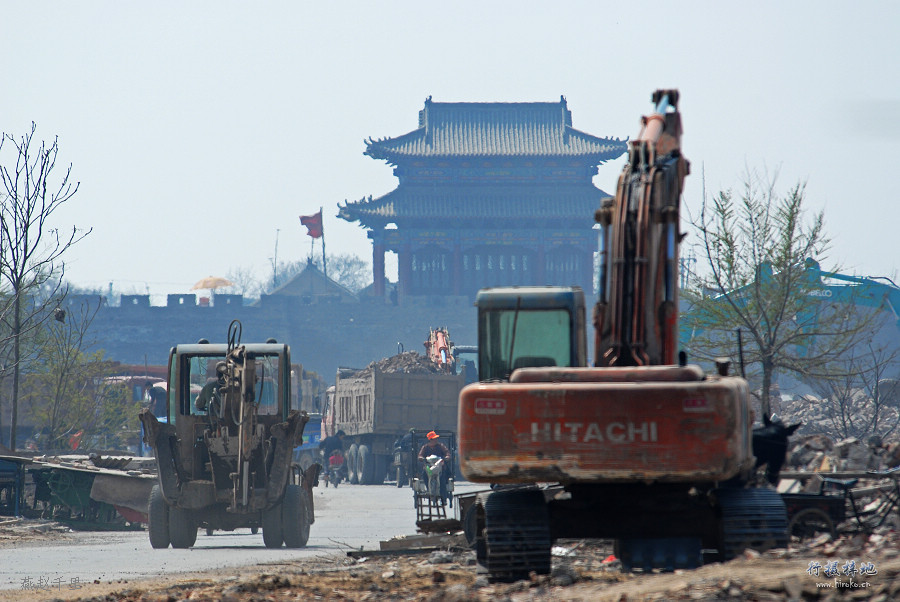
城門翻修區

## 宣传

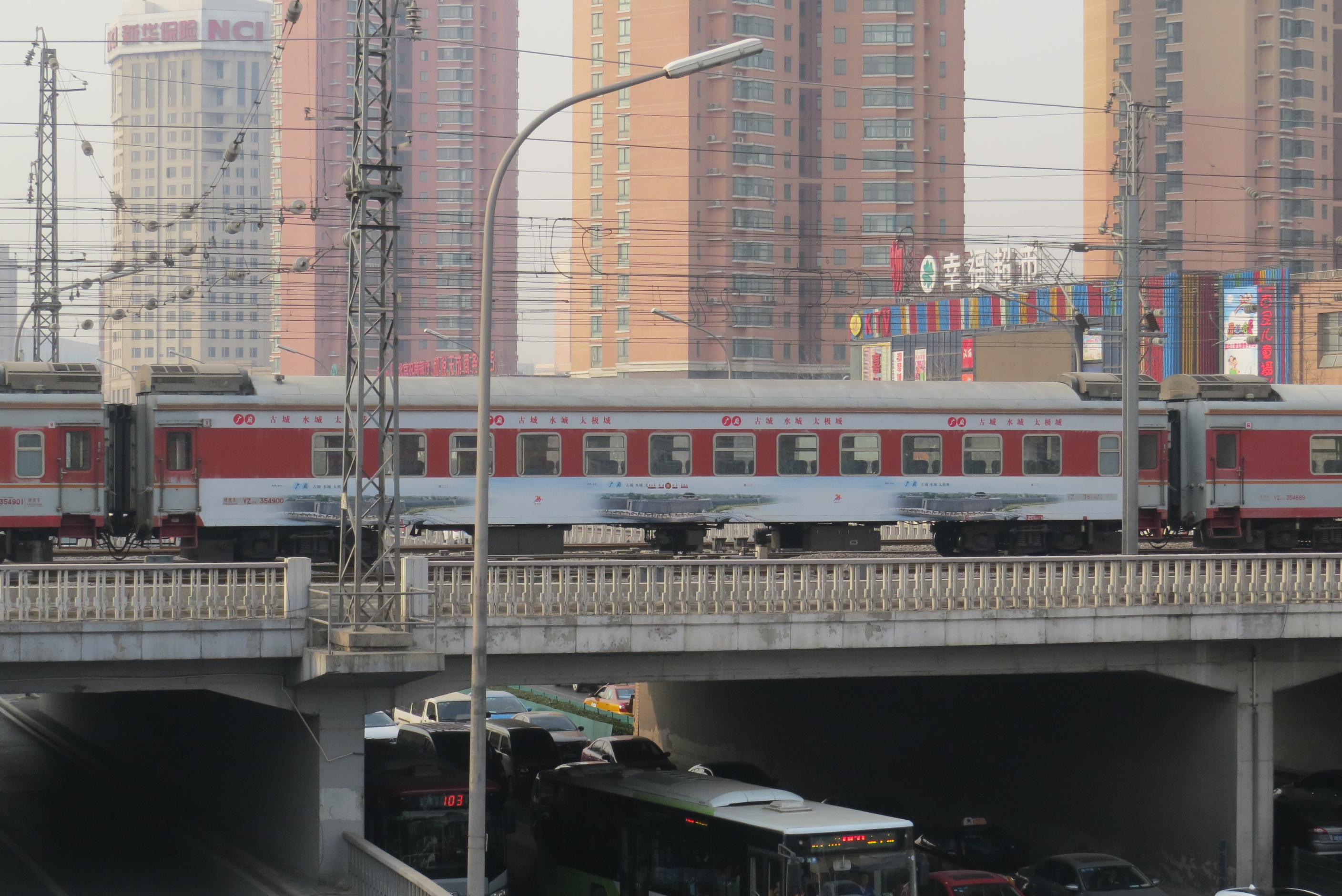
K7726/7727、K7728/7725次列车（秦皇岛-邯郸）的车体贴有广府古城的宣传广告

近年来，邯郸市政府和相关旅游部门加大了广府城的宣传。